# Swjatlana Sjarowa
Swjatlana Wiktarauna Sjarowa (belarussisch Святлана Віктараўна Сярова, engl. Transkription Sviatlana Siarova; * 28. August 1986 in Schklou, BSSR, Sowjetunion) ist eine belarussische Leichtathletin, die sich auf den Diskuswurf spezialisiert hat.

## Sportliche Laufbahn
Erste internationale Erfahrungen sammelte Swjatlana Sjarowa beim Europäischen Olympischen Jugendfestival (EYOF) in Paris, bei dem sie mit einer Weite von 13,69 m den fünften Platz im Kugelstoßen belegte. 2012 qualifizierte sie sich für die Teilnahme an den Olympischen Spielen in London, bei denen sie mit 56,70 m aber den Finaleinzug verpasste. 2019 belegte sie dann bei den Sommer-Militärweltspielen in Wuhan mit einer Weite von 52,38 m den vierten Platz.
In den Jahren von 2011 bis 2013 sowie 2016 und 2017, 2019 und 2020 wurde Sjarowa belarussische Meisterin im Diskuswurf.

## Persönliche Bestleistungen
- Kugelstoßen: 14,85 m, 13. Mai 2011 in Brest
  - Kugelstoßen (Halle): 14,76 m, 30. Januar 2004 in Minsk
- Diskuswurf: 62,23 m, 27. April 2013 in Brest